# 1933 no cinema

## Eventos
- 2 de março - Estreia em Nova York o filme King Kong
- 7 de novembro - Estreia em Portugal o popular filme A Canção de Lisboa

## Principais filmes estreados
- 42nd Street, de Lloyd Bacon, com Warner Baxter, Ginger Rogers e Dick Powell
- Baby Face, de Alfred E. Green, com Barbara Stanwyck
- The Bitter Tea of General Yen, de Frank Capra, com Barbara Stanwyck
- Bombshell, de Victor Fleming, com Jean Harlow
- A Canção de Lisboa, de Cottinelli Telmo, com Vasco Santana, António Silva, Beatriz Costa e Manoel de Oliveira
- Cavalcade, de Frank Lloyd
- Counsellor at Law, de william Wyler, com John Barrymore e Melvyn Douglas
- Dancing Lady, de Robert Z. Leonard, com Joan Crawford, Clark Gable e Fred Astaire
- Dekigokoro, de Yasujiro Ozu
- Design for Living, de Ernst Lubitsch, com Fredric March e Gary Cooper
- Dezertir, de Vsevolod Pudovkin
- Dinner at Eight, de George Cukor, com Marie Dressler, John Barrymore, Jean Harlow e Lionel Barrymore
- Don Quixote, de Georg Wilhelm Pabst
- Duck Soup, de Leo McCarey, com Groucho, Harpo, Chico e Zeppo Marx
- Flying Down to Rio, de Thornton Freeland, com Dolores Del Río, Ginger Rogers e Fred Astaire
- Footlight Parade, de lloyd Bacon,com James Cagney e Joan Blondell
- Ganga Bruta, de Humberto Mauro
- Going Hollywood, de Raoul Walsh, com Marion Davies e Bing Crosby
- Gold Diggers of 1933, de Mervyn LeRoy, com Joan Blondell e Ginger Rogers
- Heroes for Sale, de William A. Wellman, com Loretta Young
- Une histoire d'amour, de Max Ophüls
- Hold Your Man de Sam Wood, com Jean Harlow e Clark Gable
- The Invisible Man, de James Whale, com Claude Rains e Gloria Stuart
- The Kennel Murder Case, de Michael Curtiz, com William Powell e Mary Astor
- King Kong, de Merian C. Cooper e Ernest B. Schoedsack, com Fay Wray
- Lady for a Day, de Frank Capra, com May Robson
- Las Hurdes, documentário de Luis Buñuel
- Little Women, de George Cukor, com Katharine Hepburn, Joan Bennett e Paul Lukas
- Madame Bovary, de Jean Renoir
- Mystery of the Wax Museum, de Michael Curtiz, com Fay Wray
- Penthouse, de W.S. Van Dyke, com Warner Baxter e Myrna Loy
- The Private Life of Henry VIII, de Alexander Korda, com Charles Laughton, Robert Donat, Merle Oberon e Elsa Lanchester
- Quatorze Juillet, de René Clair
- Queen Christina, de Rouben Mamoulian, com Greta Garbo
- Secrets, de Frank Borzage, com Mary Pickford e Leslie Howard
- She Done Him Wrong, de Lowell Sherman, com Mae West e Cary Grant
- Der Sieg des Glaubens, documentário de Leni Riefenstahl
- Sons of the Desert, de William A. Seiter, com Stan Laurel e Oliver Hardy
- Das Testament des Dr. Mabuse, de Fritz Lang, com Rudolf Klein-Rogge
- The World Changes, de Mervyn LeRoy, com Paul Muni e Mary Astor
- Zéro de conduite, de Jean Vigo

## Nascimentos
| Data            | Nome                   | Profissão                            | Nacionalidade      | Observações | Ref   |
| --------------- | ---------------------- | ------------------------------------ | ------------------ | ----------- | ----- |
| 9 de janeiro    | Paulo Goulart          | ator                                 | Brasil             | m. 2014     |       |
| 12 de janeiro   | Liliana Cavani         | realizadora e roteirista             | Itália             |             |       |
| 18 de janeiro   | John Boorman           | cineasta e produtor                  | Reino Unido        |             |       |
| 18 de janeiro   | Mauro Faccio Gonçalves | ator                                 | Brasil             | m. 1990     |       |
| 19 de janeiro   | Luiz Carlos Arutin     | ator                                 | Brasil             | m. 1996     |       |
| 27 de janeiro   | Ary Fontoura           | ator                                 | Brasil             |             |       |
| 12 de fevereiro | Costa-Gavras           | realizador                           | Grécia / França    |             |       |
| 13 de fevereiro | Kim Novak              | atriz                                | Estados Unidos     |             |       |
| 14 de março     | Michael Caine          | ator                                 | Reino Unido        |             |       |
| 1 de março      | Philippe de Broca      | realizador, ator e roteirista        | França             | m. 2004     |       |
| 23 de março     | Laura Soveral          | atriz                                | Portugal           |             |       |
| 26 de março     | Tinto Brass            | realizador                           | Itália             |             |       |
| 30 de março     | Jean-Claude Brialy     | ator, realizador e cenarista         | França             | m. 2007     |       |
| 9 de abril      | Gian Maria Volonté     | ator                                 | Itália             | m. 1994     |       |
| 9 de abril      | Jean-Paul Belmondo     | ator                                 | França             |             |       |
| 19 de abril     | Jayne Mansfield        | atriz                                | Estados Unidos     | m. 1967     |       |
| 28 de abril     | Stênio Garcia          | ator                                 | Brasil             |             |       |
| 23 de maio      | Othon Bastos           | ator                                 | Brasil             |             |       |
| 11 de junho     | Gene Wilder            | ator, diretor e roteirista           | Estados Unidos     | m. 2016     |       |
| 20 de junho     | Danny Aiello           | ator                                 | Estados Unidos     | m. 2019     | [ 1 ] |
| 27 de junho     | José Fonseca e Costa   | cineasta                             | Portugal           |             |       |
| 2 de julho      | António Escudeiro      | diretor de fotografia e realizador   | Portugal           |             |       |
| 1 de agosto     | Dom DeLuise            | ator, comediante, diretor e produtor | Estados Unidos     | m. 2009     |       |
| 18 de agosto    | Roman Polanski         | diretor, roteirista, ator e produtor | França / Polónia   |             |       |
| 22 de agosto    | Sylva Koscina          | atriz                                | Itália             | m. 1994     |       |
| 14 de setembro  | Harve Presnell         | ator, cantor                         | Estados Unidos     | m. 2009     |       |
| 25 de setembro  | Ida Gomes              | atriz                                | Polónia / Brasil   | m. 2009     |       |
| 26 de outubro   | José de Sá Caetano     | cineasta                             | Portugal           |             |       |
| 21 de novembro  | Irma Alvarez           | atriz                                | Argentina / Brasil | m. 2007     |       |
| 9 de dezembro   | Milton Gonçalves       | ator                                 | Brasil             |             |       |
| 12 de dezembro  | José Maria Santos      | ator                                 | Brasil             | m. 1990     |       |
| 14 de dezembro  | Eva Wilma              | atriz                                | Brasil             |             |       |

## Mortes
| Data          | Nome           | Profissão | Nacionalidade | Observações | Ref |
| ------------- | -------------- | --------- | ------------- | ----------- | --- |
| 6 de dezembro | Chaby Pinheiro | ator      | Portugal      | n. 1873     |     |